# 腔量子电动力学
腔量子電動力學（Cavity quantum electrodynamics，簡稱：cavity QED 或 CQED）描述了被微腔中的光場與其它粒子（例如原子）之間的相互作用 。對强作用腔量子电动力学所作出的研究，為量子邏輯提供了的一種實現途徑，這就是建造量子计算机的原理之一。

## 傑恩斯-卡明斯模型描述
在光學腔内單個雙態原子的物理行为，可以用傑恩斯-卡明斯模型来做数学描述，原子與光子會共同進行真空拉比振荡，以方程式表達為
{\displaystyle |e\rangle |n-1\rangle \leftrightarrow |g\rangle |n\rangle ,}
其中，
- {\displaystyle {\begin{smallmatrix}|e\rangle \end{smallmatrix}}}表示一個受激原子
- {\displaystyle {\begin{smallmatrix}|n-1\rangle \end{smallmatrix}}}表示n-1個光子
- {\displaystyle {\begin{smallmatrix}|g\rangle \end{smallmatrix}}}表示一個基态原子
- {\displaystyle {\begin{smallmatrix}|n\rangle \end{smallmatrix}}}表示n個光子

如果腔場與原子跃迁發生共振，經過一個半週期的振荡，腔場從開始沒有光子的量子態，由於相干性地與原子交互作用，變為零光子與單光子的疊加態，如同以下方程所示
{\displaystyle (\alpha |g\rangle +\beta |e\rangle )|0\rangle \leftrightarrow |g\rangle (\alpha |0\rangle +\beta |1\rangle ),}
並且，再度重複這機制，就可交換回原本狀態。這可被利用成為單光子源，或成為原子或囚禁离子量子计算机與光量子通信之間的接口。
相互作用的持續時間如果不同，則會在原子與腔場間製成不同程度的纠缠 。比方說,，一個初始態為{\displaystyle {\begin{smallmatrix}|e\rangle |0\rangle \end{smallmatrix}}}的四分之一週期的共振，會製成最大纠缠态{\displaystyle {\begin{smallmatrix}(|e\rangle |0\rangle +|g\rangle |1\rangle )/{\sqrt {2}}\end{smallmatrix}}}。理論而言，這可以用來製作量子计算机。

## 原理
被受困在微腔中的電磁場模式會因腔的邊界制約而被增強或抑制。微腔對電磁場模式的改變與对真空的改變是相似的，這有點類似高質量天體（黑洞、中子星等）對時空的改變。 當原子处于受控微腔的真空場內，其自发辐射是可控的。原子最外層電子的跃迁（高能到低能）是造成原子發射出一個光子的原因。受激原子的最外層電子以很高的频率振荡并輻射電磁波。如果把激發態原子放置于腔場中，光子可能無法存在與腔場中而導致原子長時間處於激發態。原子最外層電子的輻射會因腔場的不同而改變。

## 歷史
雖然早在1916年，物理學家愛因斯坦就曾提出了原子自發輻射的概念，但他並不知道造成自發輻射的原因。很長一段時間以來，人們普遍認為這種輻射是一種原子的固有屬性（諸如質量，自旋，電荷等），是無法被改變的。隨著人們對量子點動力學的發展，對真空認識的逐漸加深，這種輻射被看做真空對原子相互作用的結果，而非孤立原子的自發行為。
1946年，Purcell發現： 在一定条件下，腔內原子的自发辐射率與處於自由空间中原子的自发辐射並不相同。
1960年，Drexhage观察到：腔場會導致自发辐射的改变。
1963年，傑恩斯和卡明斯建立了傑恩斯-卡明斯模型，用於描述光與原子之間的相互作用。
實現 CQED 的關鍵是取得高品质腔。早期為了獲取高品質腔，人們利用了高品质石英微球中的所谓回音壁模型 ，使得腔的損耗與體積被大大降低了。法国ENS的Haroche小组更是獲得了品质因数為10^11的腔場。
20世纪90年代，利用冷原子激素和光子廣電測試激素，當原子的傑恩斯-卡明斯模型得到了很好的实验检验。 
1992年以后，原子，光子耦合構與微損耗腔場共同組成了一個糾纏系統。—— 目前少有的實驗室下可以觀察到的單粒子行為的系統之一。

## 物理學諾貝爾獎
基於塞尔日·阿罗什與戴维·瓦恩兰對量子系統控制做出的貢獻，2012年物理學諾貝爾獎被頒布給了這兩位科學家。
法國物理學家阿罗什建立了物理學的新领域，腔量子電動力學，其通過光學腔或微波腔來控制原子屬性，阿罗什專注於微波實驗，將微波技術反過來使用，即使用腔量子電動力學來控制單獨光子的物理性質。
在一系列突破性的实验中，阿罗什利用腔量子電動力學，實現了許多著名實驗，例如薛定谔猫实验，量子測量，量子計算，量子態製備，量子通信等。在這些實驗哩，量子系統是處於兩個不同的量子態所組成的疊加態，直到接受量子測量為止。这種的状态极其脆弱，人們正在利用該技術來發展量子计算机。